# Affreschi del ninfeo sotterraneo della villa di Livia
Gli affreschi del ninfeo sotterraneo della villa di Livia sono un gruppo di pitture parietali romane realizzate ad affresco, rinvenute nel 1836 all'interno del ninfeo sotterraneo della villa di Livia a Prima  nella zona nord di Roma.
Di grande importanza sia per la completezza sia per la qualità dell'esecuzione, risultano essere, in assoluto, i più antichi esempi di pittura romana da giardino, in quanto databili al 40-20 a.C.. In seguito ai danni subiti nella seconda guerra mondiale, si optò per il distacco degli affreschi, un'operazione che fu eseguita nel 1951-1952, a cura dell'Istituto superiore per la conservazione ed il restauro (ICR); da allora sono conservati presso il Museo nazionale romano di Palazzo Massimo.
La pittura di giardini illusionistici, ben documentata nell'arte romana, derivò forse da modelli orientali (esempi di qualità più bassa si trovano in alcune tombe della necropoli di Alessandria).

## Descrizione

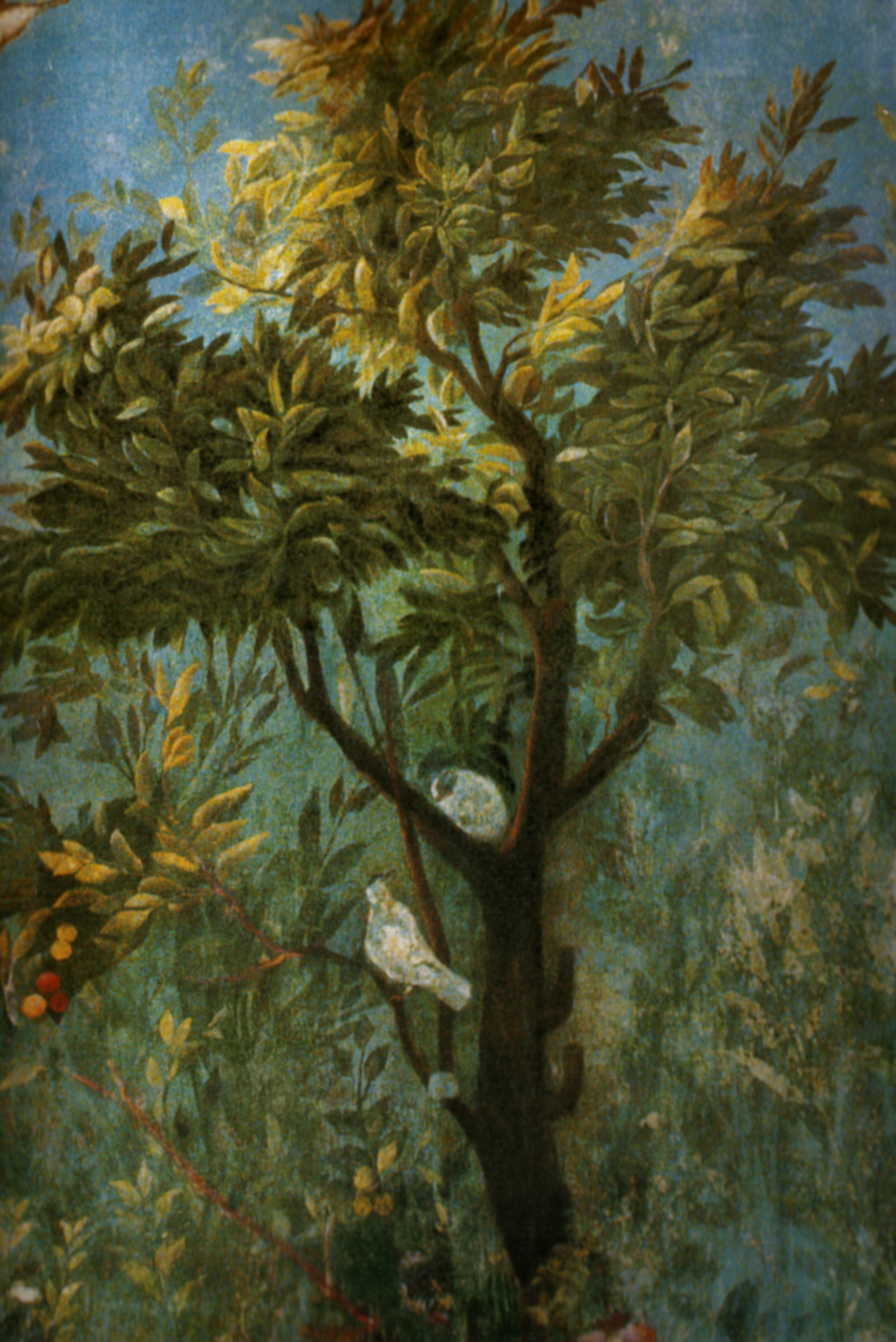
Dettaglio della parete corta meridionale

La grande sala ipogea, che misura 5,90 x 11,70 metri, fu realizzata per Livia Drusilla, la terza moglie dell'imperatore Augusto. Non si conosce l'uso antico della sala, alla quale si accede da una scalinata in discesa. Sulle pareti si apre solo la porta di accesso e non vi sono finestre: può darsi, però, che esistesse un lucernario nella volta a botte. Forse qui si trovava un ambiente fresco dove ripararsi durante la calura estiva; alcune stalattiti geometriche che coronano la parte alta della parete intendevano forse dare l'impressione di una grotta.
L'intonaco su cui dipingere veniva applicato su una superficie composta da una parete di tegole disposte in cinque file, a formare un pannello staccato dal muro, in modo da creare un'intercapedine che isolasse la superficie pittorica  dall'umidità.

## Il giardino dipinto

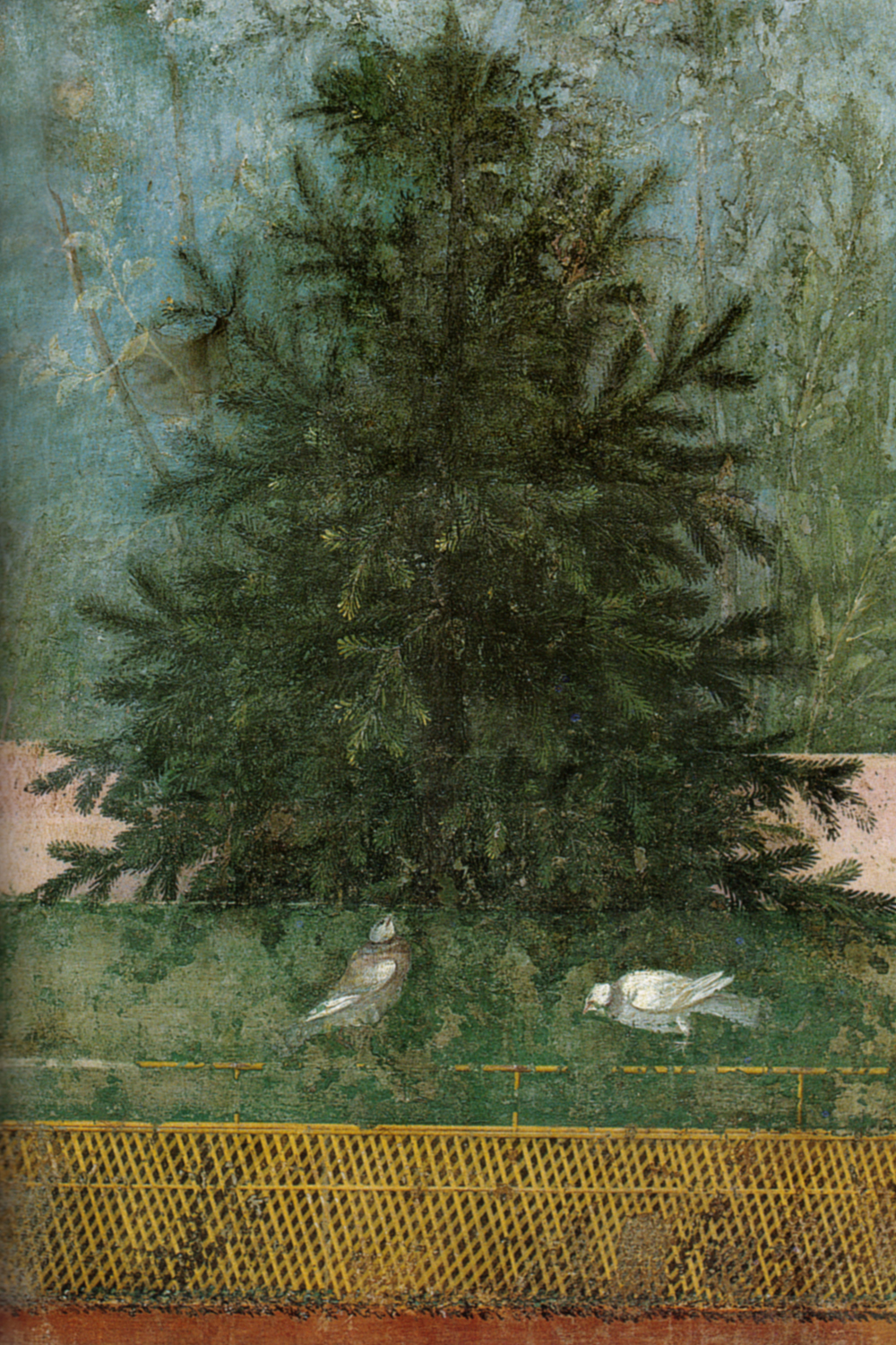
Abete, parete lunga occidentale

La mancanza di luce e aria nell'ambiente sotterraneo era in netto contrasto col soggetto della decorazione pittorica, un arioso giardino raffigurato nei minimi particolari e con grande varietà di specie vegetali e avicole, a grandezza naturale e senza interruzioni, nemmeno agli spigoli. Sono assenti elementi architettonici verticali (colonne o pilastrini), ma sono dipinti alcuni elementi orizzontali, che organizzano con sapienza la prospettiva del giardino: alla staccionata di canne e rami di salice in primo piano fa da contrappunto una balaustra marmorea in secondo piano. Tra questi due elementi prende vita il giardino vero e proprio, con alberi variopinti, ricchi di fiori e frutta. La doppia recinzione ha la funzione di definire illusionisticamente lo spazio verde, "allontanando" lo spettatore dalle piante poste oltre la balaustra. Anche la scalatura dei dettagli delle piante (finissimi per quelle in primo piano, tanto che è possibile una precisa analisi botanica di ciascuna pianta), via via più approssimativa e sfumata all'allontanarsi, dà un preciso senso di profondità spaziale, oltre a una rarissima sensazione dell'atmosfera (la prima per quell'epoca), grazie alle fini variazioni di colore. Lo sfondo è vago, indistintamente verde fino all'orizzonte, oltre il quale si staglia un cielo finemente turchese, confine ultimo dello sguardo.
Il giardino è organizzato con un occhio di riguardo all'accorta simmetria, in una rete di suggestioni spaziali data dagli elementi che suggeriscono il movimento: gli uccelli in volo e i rami con le cime piegate dal vento.
Lo spazio tra le due recinzioni è composto da un prato con pochi arbusti a intervalli regolari. Al centro delle pareti sono disposti gli alberi principali, affiancati da altri alberi in composizioni bilanciate da riferimenti simmetrici, secondo precise regole compositive. Si tratta di uno spazio concluso (l'estensione del giardino è finita nella rappresentazione, non sterminata), dove però la parete è negata, come se fosse sfondata tramite la pittura, o come se si trattasse di un padiglione di vetro circondato da un giardino reale.
Le specie vegetali sono 23 e quelle avicole ben 69. La grande verosimiglianza dei dettagli, però, non sottintende un giardino reale: vi si trovano, infatti, specie che non fioriscono nel medesimo periodo dell'anno. Si tratta quindi più di un "catalogo" botanico che di un ritratto esatto di un giardino.

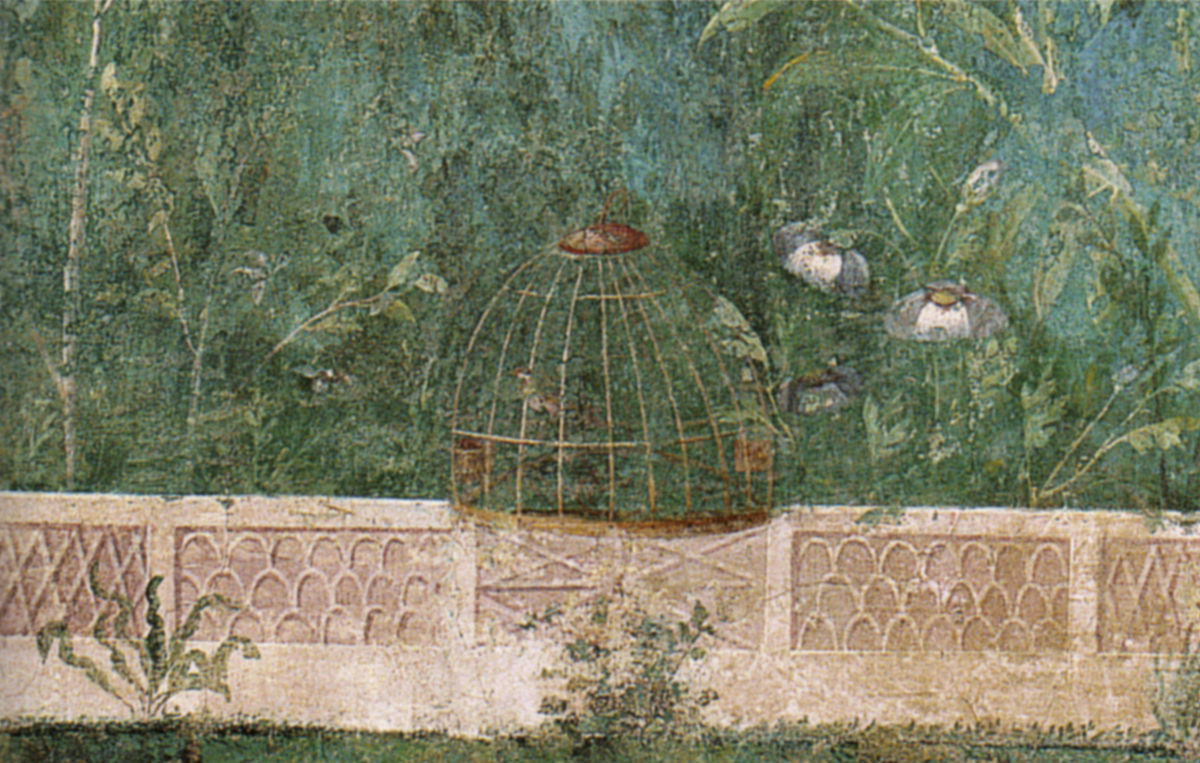
Gabbia con uccelli, dettaglio della parete corta meridionale

Tra le specie vegetali, la più frequente è quella dell'alloro (mai al centro della rappresentazione, ma spesso nella fascia tra gli alberi principali e lo sfondo generico). Questa presenza è sicuramente da mettere in relazione con la leggendaria fondazione della villa ad gallinas albas, tramandata da Plinio il Vecchio, Svetonio e Cassio Dione, una tradizione secondo la quale un'aquila avrebbe fatto cadere sul ventre di Livia, al tempo delle sue nozze con Augusto, una gallina con un rametto di alloro nel becco. Consigliata dagli aruspici ella allevò la prole del volatile e ne piantò il rametto, generando un bosco nei pressi della villa, dal quale gli imperatori coglievano i ramoscelli da tenere in mano durante le battaglie e da usare nei trionfi. Svetonio ricorda anche come l'inaridirsi delle piante di alloro fosse considerato un cattivo presagio per l'imperatore, come accadde alla morte di Nerone, ultimo discendente della dinastia di Augusto. In questo senso, il giardino sempreverde degli affreschi doveva avere anche un significato politico apotropaico, legato all'eternità augurale delle piante e della stirpe di Augusto. Il fatto che gli allori non si trovino mai in primo piano sarebbe, in un certo senso, emblematico del carattere della politica augustea, in bilico sempre tra un prudente "dire e non dire", anche in espressioni artistiche ufficiali come l'Ara Pacis.

## Galleria d'immagini

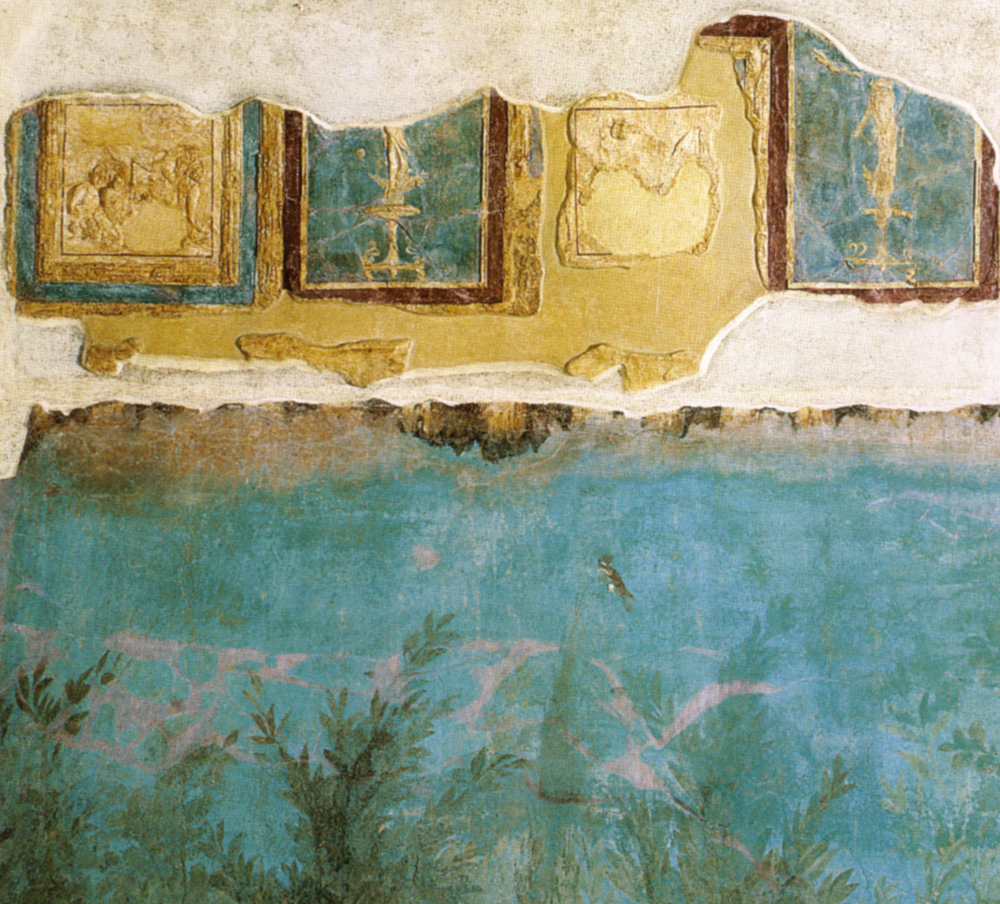
Stucchi
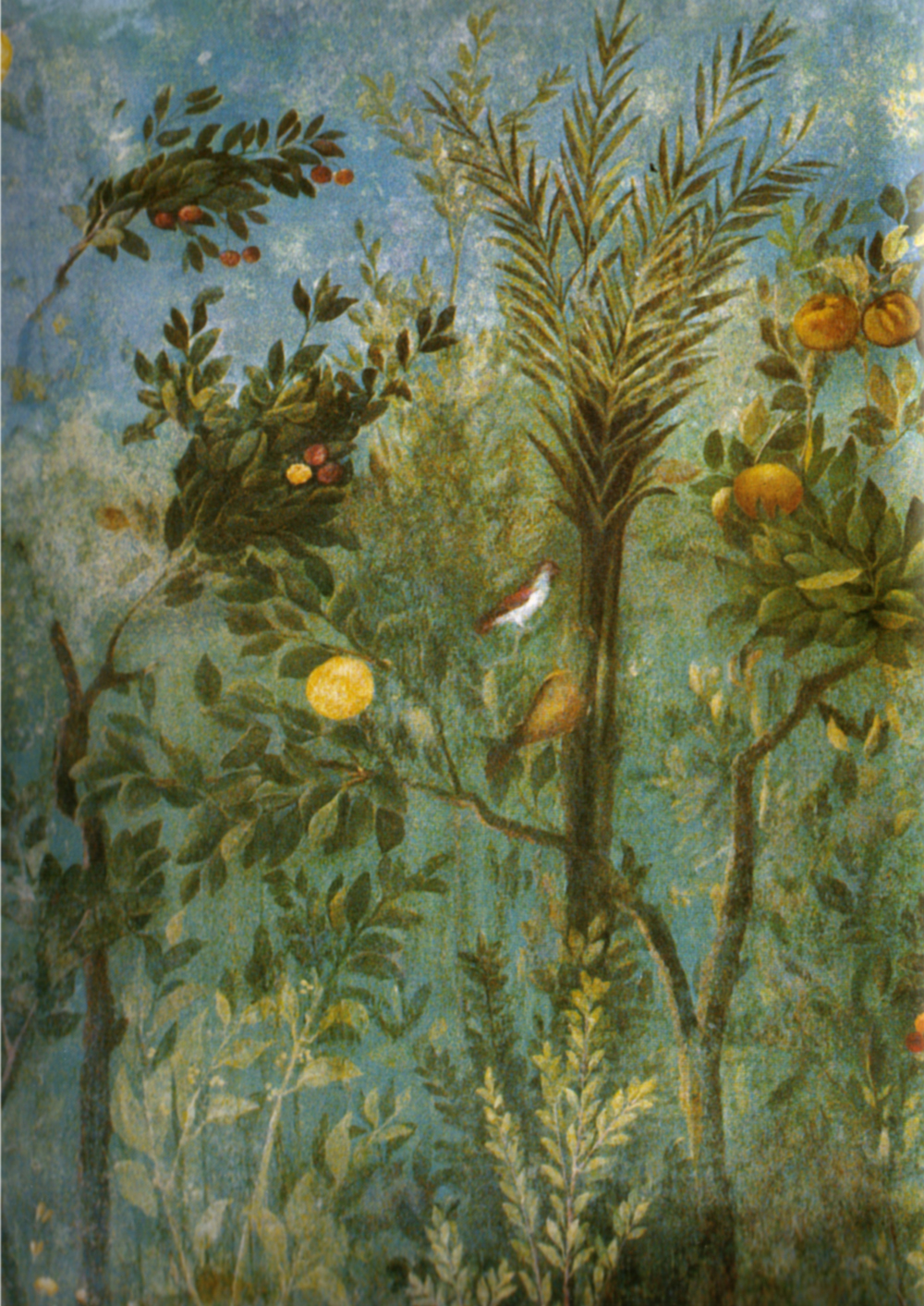
Dettaglio sulla parete corta meridionale
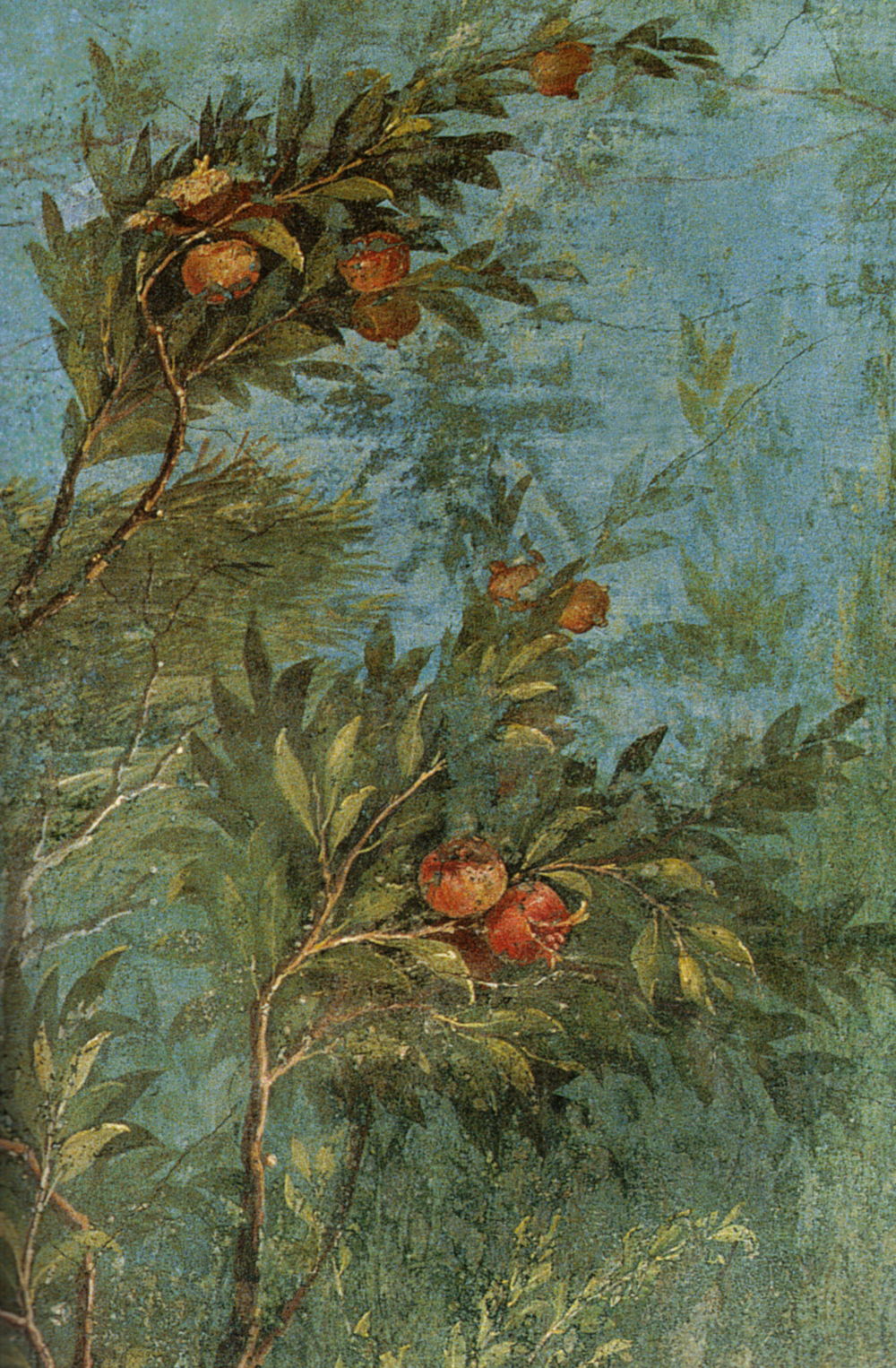
Dettaglio della parete corta meridionale
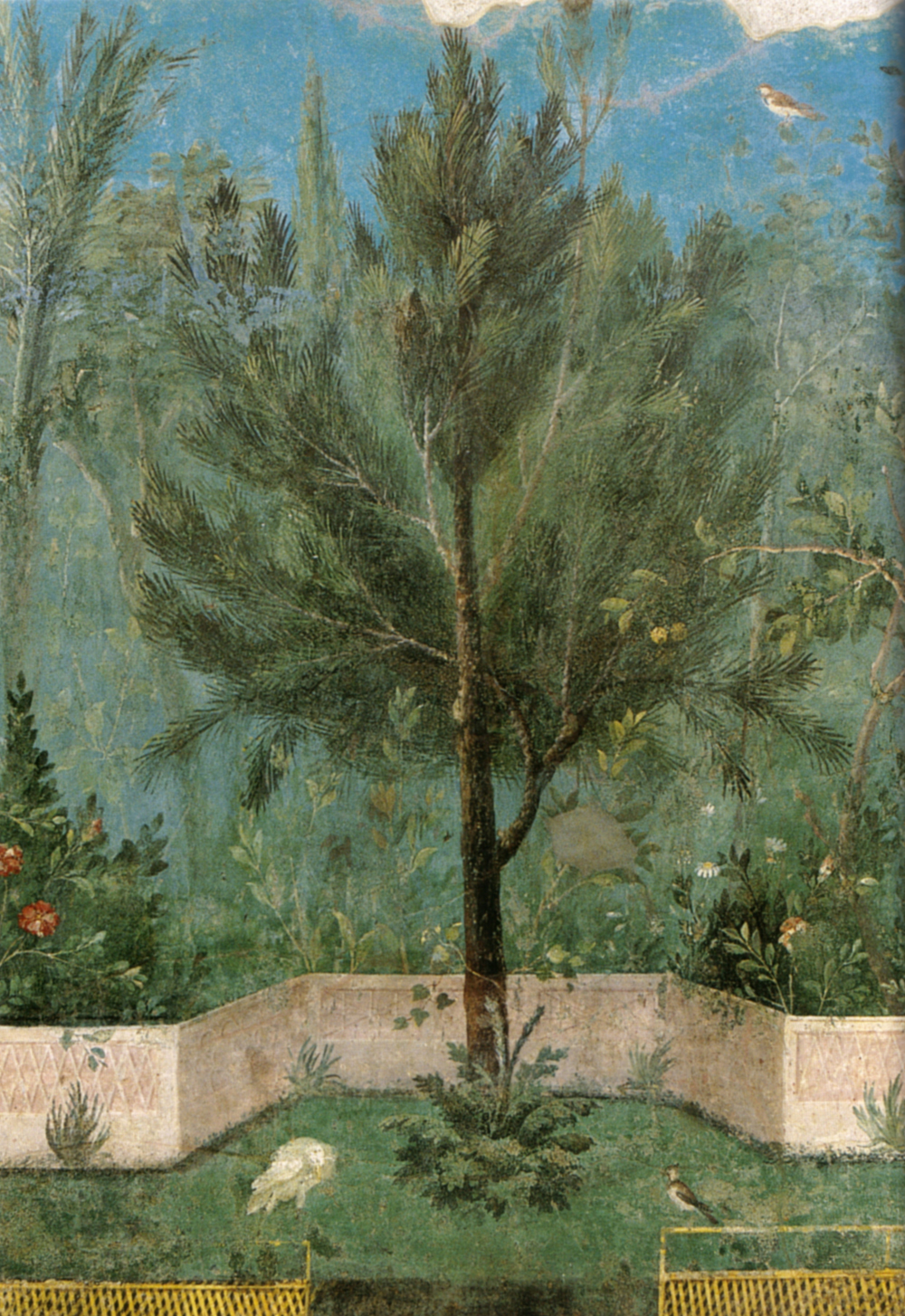
Pino, dalla parete corta settentrionale